# Hermogen (Oriechow)
Hermogen, imię świeckie Grigorij Wasiliewicz Oriechow (ur. 23 lub 28 grudnia 1929 w Popowce, zm. 1980) – rosyjski biskup prawosławny. 

## Życiorys
W 1947 wstąpił do seminarium duchownego w Stawropolu, zaś po jego ukończeniu w 1952 podjął studia w Leningradzkiej Akademii Duchownej. W 1976 ukończył ją uzyskując tytuł kandydata nauk teologicznych. Po ukończeniu studiów podjął pracę w seminarium duchownym, którego był absolwentem, zaś od 1960 do 1963 wykładał katechezę, teologię moralną, liturgikę i wiedzę o sektach w seminarium w Łucku. 28 maja 1963 arcybiskup jarosławski i rostowski Nikodem (Rotow) wyświęcił go na diakona, następnie zaś na kapłana i wyznaczył do pracy duszpasterskiej w cerkwi Złożenia Szat we wsi Kriest. W tym samym roku ks. Oriechow złożył wieczyste śluby mnisze i został proboszczem cerkwi Opieki Matki Bożej w Perejasławiu Zaleskim oraz dziekanem dekanatu perejasławskiego. 
W 1964 włączony do składu rosyjskiej misji prawosławnej w Jerozolimie, początkowo jako zastępca jej naczelnika (z godnością ihumena), zaś od grudnia tegoż roku – jako naczelnik. W 1965 otrzymał godność archimandryty, zaś w listopadzie 1966 został oficjalnym przedstawicielem Rosyjskiego Kościoła Prawosławnego przy Patriarchacie Antiochii. Po miesiącu został wyświęcony na biskupa podolskiego, wikariusza eparchii moskiewskiej, z zachowaniem pełnionej dotąd funkcji. W jego chirotonii jako konsekratorzy udział wzięli metropolita leningradzki i nowogrodzki Nikodem, arcybiskup kijowski i halicki Filaret, biskupi wołokołamski Pitirim, wołogodzki Melchizedek, dmitrowski Filaret, zarajski Juwenaliusz oraz tichwiński Michał. Od 1969 do 1972 był przedstawicielem Patriarchatu Moskiewskiego w Światowej Radzie Kościołów. 
W 1971 na własną prośbę odszedł z pełnionej dotąd funkcji w Radzie; wcześniej, w lipcu tego roku, powierzono mu kierowanie eparchią wileńską i litewską. W 1972 przeniesiony do eparchii kalinińskiej i kaszyńskiej; od 1977 był arcybiskupem. W 1978 przeniesiony na katedrę krasnodarską i kubańską. 
Zmarł w 1980.